# Топка (приток Икорца)
Топка — река в России, протекает по Лискинскому району Воронежской области. Устье реки находится в 15 км от устья реки Икорец по правому берегу. Длина реки составляет 18 км, площадь водосборного бассейна — 259 км².

## Данные водного реестра
По данным государственного водного реестра России относится к Донскому бассейновому округу, водохозяйственный участок реки — Дон от города Лиски до города Павловск, без реки Битюг, речной подбассейн реки — бассейны притоков Дона до впадения Хопра. Речной бассейн реки — Дон (российская часть бассейна).
Код объекта в государственном водном реестре — 05010101012107000003732.